# Mādhavpur
Mādhavpur är en ort i Indien.   Den ligger i distriktet Porbandar och delstaten Gujarat, i den västra delen av landet, 1 100 km sydväst om huvudstaden New Delhi. Mādhavpur ligger 16 meter över havet och antalet invånare är 20 601.
Terrängen runt Mādhavpur är mycket platt. Havet är nära Mādhavpur åt sydväst. Runt Mādhavpur är det tätbefolkat, med 343 invånare per kvadratkilometer. Trakten runt Mādhavpur består till största delen av jordbruksmark.